# Луна 21
Луна 21 била је једна од летелица из Луна програма дизајнирана да слети на Месец, позната још као Луник 21. Летелица је на Месец донела друго совјетско лунарно возило Луноход 2. Мисија Луне 21 била је да прикупи што више слика Месеца у високој резолуцији, истражује Х зрачење са Сунца, измери магнетно поље Месеца, и истражује прашину на Месечевој површини.

## Мисија
Луна 21 и Луноход 2 лансирани су месец дана после последњег слетања Аполоа. Луноход било је друго успешно возило које је Совјетски Савез послао на Месец. Летелица је у Месечеву орбиту ушча 12. јануара 1973. године, и након направљених 40 орбита, летелица се спустила на Месец. Прво је кренула да се спушта слободним падом а затим на висини од 750 метара од површине брзина пада се успоравала моторима док летелица није дошла на висину од 22, а затим 1.5 метара. Летелица је успешно слетела у 23:35 UT и налазила се на координатама 25.85° N и 30.45° E веома близу мора ведрине.
Луноход 2 је први пут крочио на Месечеву површину три сата након слетања. Тежио је 840 килограма и представљао унапређену верзију Лунакхода 1 из Луна 17 мисије. Имао је три ТВ камере, осам унапређених точкова који су могли брже да се крећу. За месец дана Луноход 2 је прешао више пута од Лунохода 1 укупно. 9. маја возило је упало у кратер а прашина је прекрила његове соларне панеле и грејаче што је утицало на температуру и пуњење. Покушавано је са оживљавањем Лунохода 2 али неуспело, и мисија је коначно окончата 3. јуна.
До последњег контакта возило је снимило 80 000 фотографија, 86 панорамских фотографија, и преко 100 тестова хемијског састава прашине.